# Paschalis Carda Saporta
Paschalis Carda Saporta, (hiszp.) José Pascual Carda Saporta (ur. 29 października 1893 w Villarreal, zm. 4 września 1936 w Oropesie) – błogosławiony prezbiter, ofiara prześladowań antykatolickich okresu hiszpańskiej wojny domowej, zamordowany z nienawiści do wiary (łac) odium fidei i uznany przez Kościół katolicki za męczennika, członek Bractwa Kapłanów Robotników od Serca Jezusa.

## Życiorys
Po studiach 15 maja 1918 r. przyjął sakrament święceń kapłańskich i wstąpił do kapłańskiego Stowarzyszenia Robotników Diecezjalnych. Skierowany do pracy w seminariach duchownych pełnił obowiązki prefekta kleryków i ojca duchownego. W Ciudad Real piastował obowiązki rektora wyższego seminarium duchownego. Od 1924 roku realizował swoje powołanie w Meksyku, gdzie w kościele „San Felipe de Jesús” (w mieście Meksyk; świątynia pod wezwaniem Filipa od Jezusa), przez dwa lata z zaangażowaniem oddawał się ewangelizacji tamtejszej ludności, pełniąc posługę kapłańską jako spowiednik i kaznodzieja. Po wybuchu hiszpańskiej wojny domowej, przerwał urlop by otoczyć opieką kleryków w Ciudad Real. Rozpoznany jako kapłan, ujęty został i zamordowany w Oropesie 4 września 1936 roku. Przed śmiercią wybaczył swemu oprawcy.
Uznany został za wybitnego promotora powołań do kapłaństwa.
1 października 1995 roku papież Jan Paweł II, w czasie Mszy świętej na Placu Świętego Piotra w Watykanie dokonał beatyfikacji grupy 45 męczenników wojny domowej w Hiszpanii w której znalazł się Paschalis Carda Saporta wraz z ośmioma towarzyszami, członkami Bractwa Kapłanów Robotników od Serca Jezusa.
Szczególnym miejscem kultu Paschalisa Carda Saporty jest Diecezja Segorbe-Castellón, a atrybutem męczennika jest palma.
W Kościele katolickim wspominany jest w dies natalis (4 września).